# Brunów (powiat lwówecki)
Brunów (niem. Braunau) – wieś w Polsce położona w województwie dolnośląskim, w powiecie lwóweckim, w gminie Lwówek Śląski, nad Bobrem, 3 km na północ od Lwówka Śląskiego.

## Historia
Brunów funkcjonował jako folwarczna wieś położona nad Bobrem u podnóża Wzniesień Płakowickich. Pierwsza wzmianka o osadzie pochodzi z 1351, choć jej początki sięgają XII wieku. W pierwszej połowie XVIII w. wieś stanowiła własność hrabiego Bernharda von Schmettaua, który na miejscu dawnego dworu rozpoczął wznoszenie dwukondygnacyjnego pałacu. W 1750 sprzedał on majątek okręgowemu komisarzowi powiatu lwóweckiego Philippowi Hermannowi von Sonnenburgowi. Ten w 1786 sprzedał majątek baronowi von Hochbergowi z Plagwitz (Płakowic). Kolejnymi posiadaczami było małżeństwo von Schweinitzów.
W latach 20. XX w. w pałacu urządzono szkołę sportową dla chłopców (Sportschule Braunau). W czasie II wojny światowej mieścił się tu ośrodek szkoleniowy Hitlerjugend, a od 1944 ośrodek szkoleniowy Volkssturmu.
W lipcu 1946 niemiecka ludność Brunowa została wysiedlona w okolice Hildesheim.

## Podział administracyjny
W roku 1946 miejscowość została włączona do nowo powstałego województwa wrocławskiego na terenie powojennej Polski. W latach 1975–1998 miejscowość należała administracyjnie do województwa jeleniogórskiego.

## Demografia
Liczba ludności w latach 1786–2011.

## Zabytki
Do wojewódzkiego rejestru zabytków wpisane są:
- zespół pałacowy
  - pałac, barokowo-klasycystyczny z drugiej połowy XVIII wieku, przebudowany w 1900 i 1977. W czasie II wojny światowej mieścił szkołę sportową Hitlerjugend, a pod jej koniec ośrodek szkoleniowy Volkssturmu
  - oficyna, z XVIII w.
  - kaplica rodziny von Cottenetów, z drugiej połowy XIX w.
  - stajnia, z drugiej połowy XIX w.
  - park, jego pozostałości w stylu angielskim, z drugiej połowy XVIII w.

inne zabytki:
- wozownia